# Матвієво (Нюксенський район)
Матві́єво (рос. Матвеево) — селище у складі Нюксенського району Вологодської області, Росія. Входить до складу Нюксенського сільського поселення.

## Населення
Населення — 355 осіб (2010; 482 у 2002).
Національний склад (станом на 2002 рік):
- росіяни — 95 %